# Olga Palei
Olga Valerianovna Palei (em russo: Ольга Валериановна Палей; São Petersburgo, 14/26 de dezembro de 1865 - Paris, novembro de 1929), nascida Olga Karnovitsch, foi a segunda esposa do grão-duque Paulo Alexandrovich da Rússia.

## Início da vida e primeiro casamento
Olga Karnovitsch nasceu em São Petersburgo, filha de Valerian Karnovich e de sua esposa Olga Vasilyevna Meszaros. 
Ela se casou com Erich Gerhard von Pistohlkors em 1884. Eles tiveram quatro filhos:
- Alexander von Erikovich Pistohlkors (1885-1944) casou com Alexandra Taneyeva.
- Olga Erikovna von Pistohlkors (1886-1887).
- Olga Erikovna von Pistohlkors (1888-1963) casou em primeiro lugar em 1906, com o Conde Alexander von Belzig Kreutz e em segundo lugar em 1922, com o Príncipe Sergius Kudaschew.
- Marianna Erikovna von Pistohlkors (1890-1976) casou em primeiro lugar em 1908, com Peter Durnowo, em segundo lugar em 1912, com Christoph von Derfelden e em terceiro lugar em 1917, com o Conde Nicolaus von Zarnekau.

## Escândalo do segundo casamento

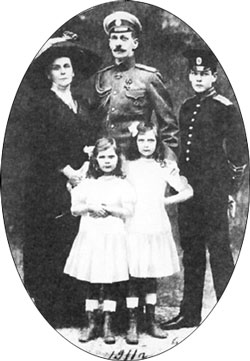
Olga com o segundo marido Paulo da Rússia e os filhos do segundo casamento: Vladimir, Irina e Natália.

Mais tarde, ela teve um relacionamento com o grão-duque Paulo Alexandrovich da Rússia, provocando um grande escândalo sociedade, e teve um filho, Vladimir, com ele. Seu casamento com Pistohlkors terminou em divórcio, e Paulo teve a permissão do czar Nicolau II para se casar com Olga, mas ele recusou.
Em 1902, Paulo se casou com ela morganaticamente, mas o casamento não foi aprovado, e ela não não recebeu título algum. Em 1904, Leopoldo, Príncipe Regente da Baviera concedeu a Olga o título de condessa de Hohenfelsen. Mais tarde, Nicolau II concordou com o casamento, e ela recebeu o título de Princesa Palei.
Olga e Paulo tiveram três filhos:
- Vladimir Pavlovich Palei (1897-1918) um poeta.
- Irina Pavlovna Palei (1903-1990) casou com seu primo, o príncipe Feodor Alexandrovich e depois com o conde Hubert Conquere de Monbrison.
- Natália Pavlovna Palei (1905-1981) uma modelo de moda e atriz de cinema, casou em primeiro lugar com Lucien Lelong e em segundo lugar com John Chapman Wilson.

## Exílio
Olga deixou a Rússia em 1920, com suas duas filhas para a Finlândia, depois que seu filho e seu marido foram executados pelo governo revolucionário. Ela morreu no exílio em Paris, em 2 de novembro de 1929, aos 64 anos de idade.

## Títulos e estilos
- 1865-1884: Srta. Olga Valerianovna Karnovitsch
- 1884-1898: Sra. Olga Valerianovna von Pistohlkors
- 1898-1902: Sra. Olga Valerianovna Karnovitsch
- 1902-1904: Sra. Olga Valerianovna Romanov
- 1904-1914: Condessa Olga Valerianovna von Hohenfelsen
- 1914-1929: Princesa Olga Valerianovna Palei